# Lalla Cassel
Karin Maria Cassel, känd som Lalla Cassel, ogift Ekengren, född 28 mars 1905 i Stockholms-Näs församling i Stockholms län, död 13 oktober 1964 i Råsunda församling i Stockholms län, var en svensk dansös, balettmästare och danspedagog.
Inspirerad av den tyska modevågen på 1930-talet med fri dans, plastik och rytmisk gymnastik startade hon ett dansinstitut som hon drev under många år. Lalla Cassel turnerade också såväl utomlands som i Sverige med sin grupp Casselflickorna, vilken blev särskilt populär i Sydeuropa. Hon gav ut publikationerna Konstnärlig dans och plastik – 12 lektioner för självstudium (1931) och En kvart varje dag – 12 lektioner i rytmisk gymnastik (1936).
Lalla Cassel var dotter till godsägaren Per Viktor Ekengren i Malm, Husby-Oppunda. Hon var 1927–1931 gift med musikern Torbern Cassel (1900–1942)  och var mor till statistikern och aktuarien Per Gunnar Cassel (1928–2010). Lalla Cassel är begravd på Norra begravningsplatsen utanför Stockholm.